# (22403) Manjitludher
(22403) Manjitludher est un astéroïde de la ceinture principale.

## Description
(22403) Manjitludher est un astéroïde de la ceinture principale. Il fut découvert le 5 juin 1995 à l'Observatoire de Siding Spring par David J. Asher. Il présente une orbite caractérisée par un demi-grand axe de 2,32 UA, une excentricité de 0,22 et une inclinaison de 25,9° par rapport à l'écliptique.

## Compléments